# Dorfkirche Langerwisch

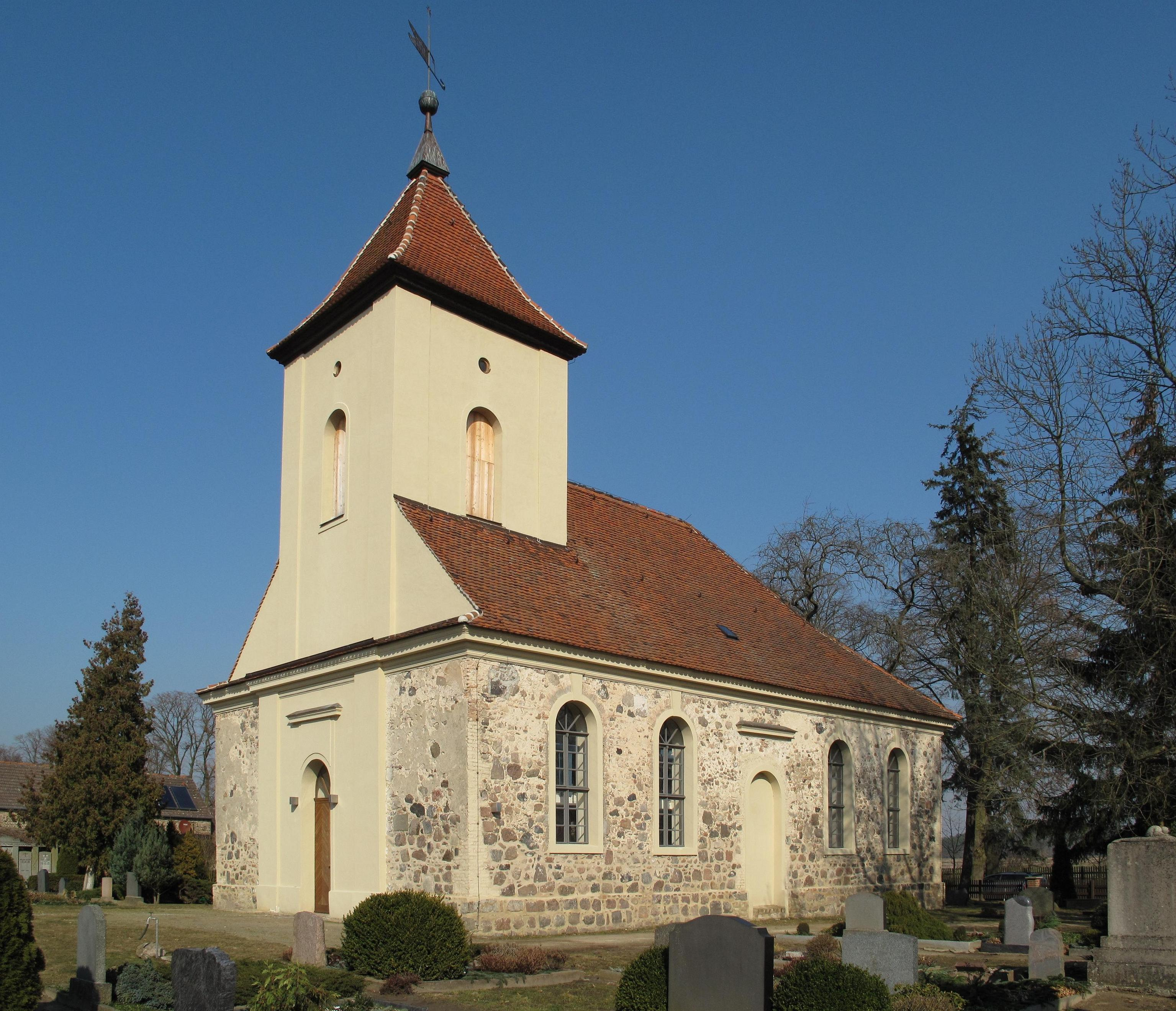
Dorfkirche Langerwisch

Die evangelische Dorfkirche Langerwisch ist eine barocke Feldsteinkirche aus dem Jahr 1772 in Langerwisch, einem Ortsteil der Gemeinde Michendorf im Landkreis Potsdam-Mittelmark im Land Brandenburg. Die zugehörige Kirchengemeinde gehört zum Pfarrsprengel Langerwisch–Wilhelmshorst im Kirchenkreis Mittelmark-Brandenburg der Evangelischen Kirche Berlin-Brandenburg-schlesische Oberlausitz.

## Lage
Das Bauwerk steht nördlich des Gemeindezentrums und dort westlich der Peter-Huchel-Chaussee, die von Norden nach Süden durch den Ort führt. Nördlich verläuft der Priesterweg, südlich die Straße Neu Langerwisch. Auf dieser Fläche steht das Bauwerk umgeben von einem Friedhof, der mit einer Mauer aus Feldsteinen eingefriedet ist.

## Geschichte
Der Sakralbau wurde im Jahr 1772 unter der Leitung des Baumeisters Johannes Friedrich Lehmann aus Spandau fertiggestellt. Er ersetzte einen Vorgängerbau, der im Dreißigjährigen Krieg beschädigt worden war. Auch der damalige Ort Alt-Langerwisch hatte bis zum Dreißigjährigen Krieg eine eigene Kirche. Die Ruine wurde im Zeitraum des Neubaus der Neu-Langerwischer Kirche abgetragen und lediglich durch einen Glockenstuhl ersetzt. Dieser wurde in den 1960er Jahren entfernt.
1875 erhielt die Neu-Langerwischer Kirche eine neue Orgel; nach dem Ende des Zweiten Weltkrieges eine Glocke aus dem Jahr 1516. 1956 und 1957 gestaltete der deutsche Architekt Winfried Wendland den Innenraum neu. In den Jahren 1997 und 1998 wurde der Dachstuhl saniert und die Fassade instand gesetzt. Anschließend wurde der Innenraum, 2007 und 2008 der Turm repariert.

## Baubeschreibung

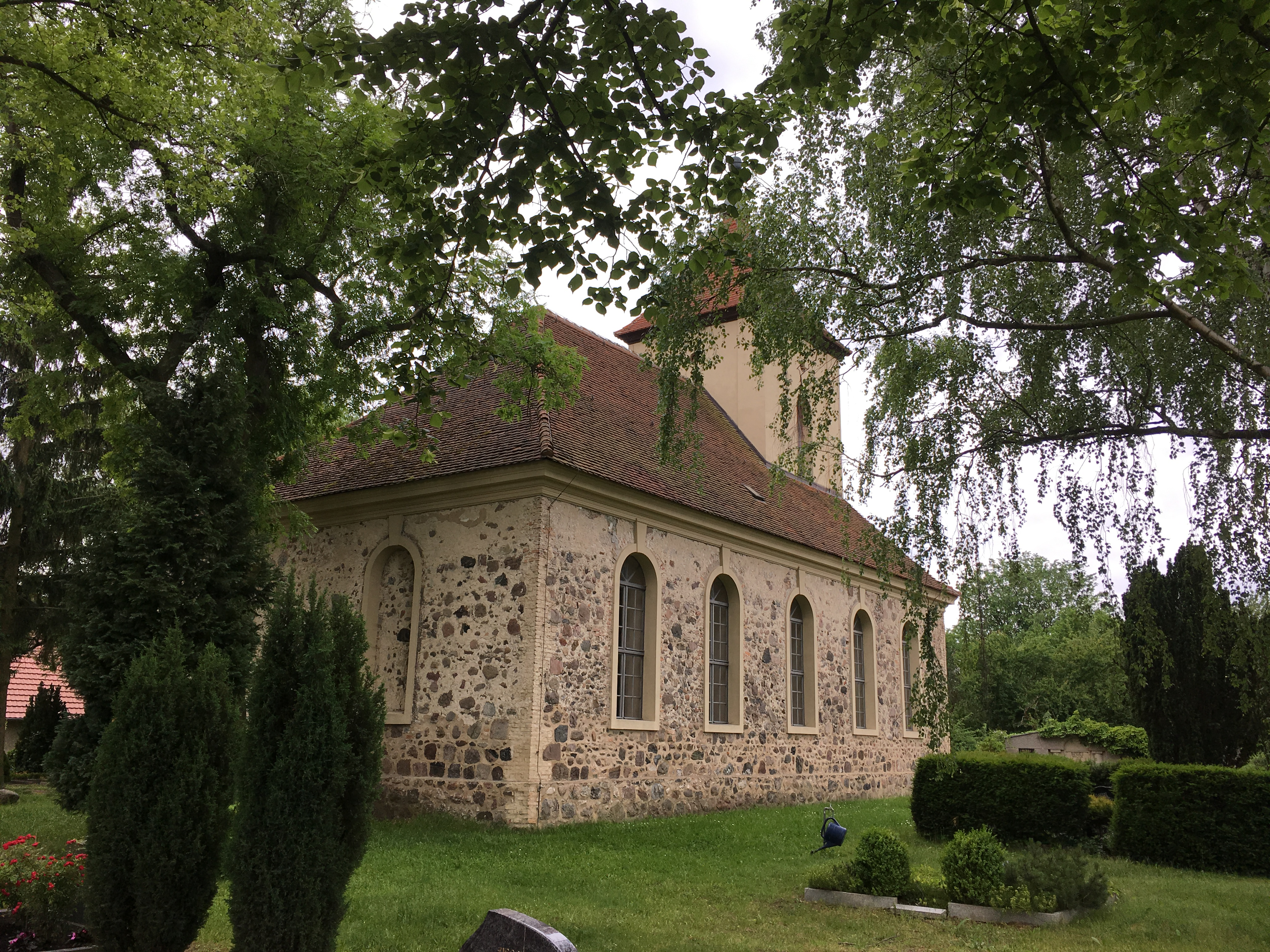
Ansicht von Nordosten

Das Bauwerk wurde aus Feldsteinen errichtet, die überwiegend nicht behauen und nicht lagig geschichtet wurden. Der Chor ist gerade und nicht eingezogen. Oberhalb eines Sockels aus Feldsteinen finden sich ein bis zwei geschichtete Lagen, die darüber vollends verlaufen. Die Wand wird von zwei zugesetzten Rundbogenfenstern dominiert, deren Form durch verputzte Faschen nochmals betont wird. Gleiches gilt für die Ecken sowie eine umlaufende Voute, die den Übergang zum Dach herstellt.
Das Kirchenschiff hat an seiner Südseite je zwei Rundbogenfenster, die die Form aus dem Chor aufnehmen. Mittig ist eine zugesetzte, große Rundbogenpforte, die als verputzte Blende ausgeführt ist. An der Nordseite sind fünf gleichartige Fenster, die symmetrisch über die gesamte Fassadenbreite verteilt sind. Dadurch ergibt sich ein harmonischer Gesamteindruck.
Der Zugang zum Bauwerk erfolgt über ein Westportal, dessen Form durch verputzte Lisenen betont wird. Ein Gesims trennt den verputzten Giebel ab, aus dem sich der quadratische und eingezogene Westturm erhebt. Er ist verputzt und hat an jeder Seite eine rundbogenförmige, verbretterte Klangarkade mit einer darüber befindlichen, kleinen und kreisförmigen Öffnung. Daran schließt sich das Pyramidendach mit Turmkugel, Wetterfahne und Stern an.

## Ausstattung

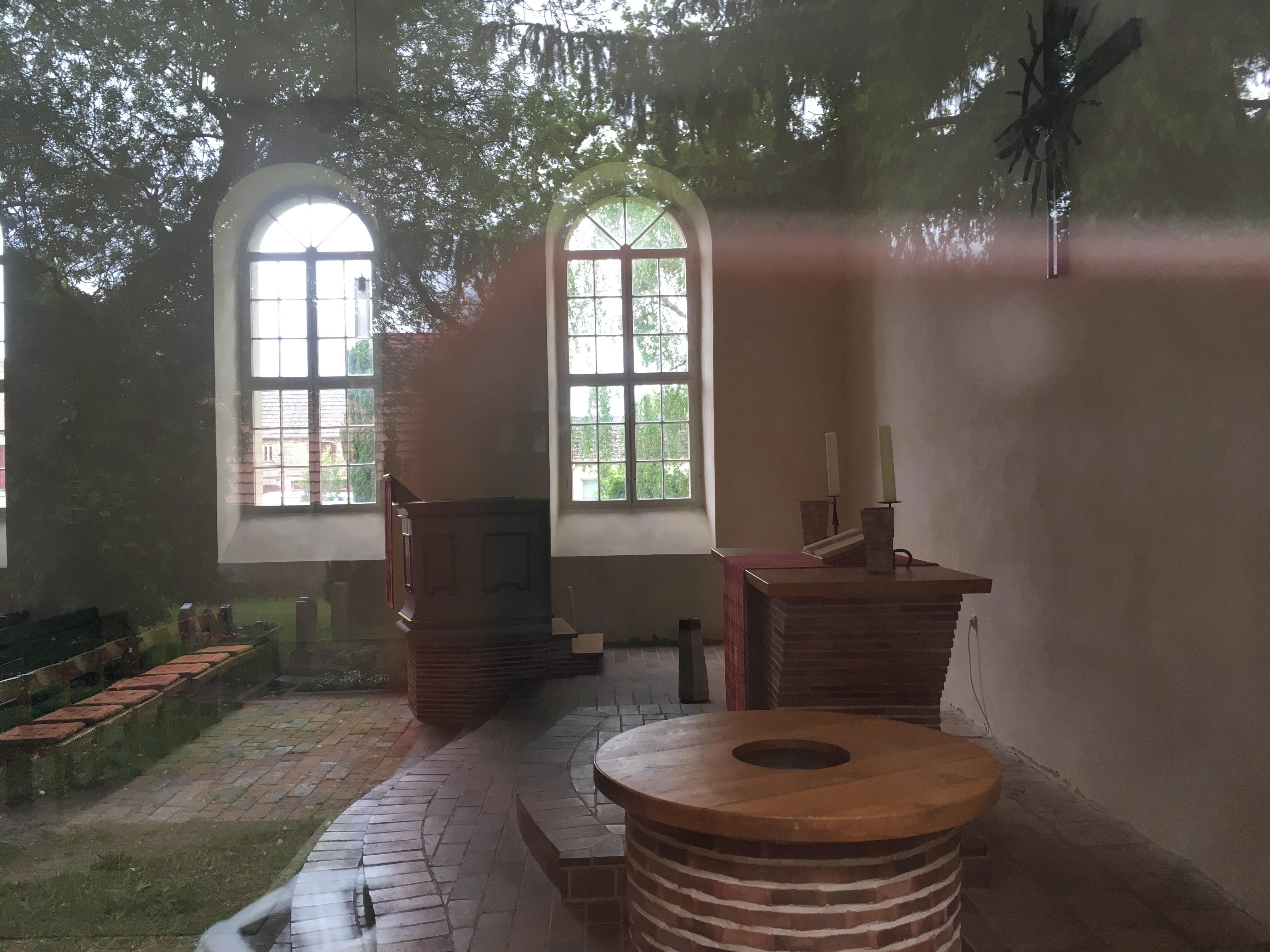
Blick ins Kirchenschiff

Die ursprüngliche, spätbarocke Ausstattung wurde in den Jahren 1956 und 1957 vom Architekten Winfried Wendland umgestaltet. Er ließ den Kanzelaltar entfernen und durch einen neuen Altar aus rotem Mauerstein ersetzen. Der Kanzelkorb sowie die Empore stammen jedoch noch aus der Bauzeit. Auf der westlichen Empore steht eine Orgel, die Carl Eduard Gesell im Jahr 1875 errichtete. Darüber ist eine verputzte Flachdecke, die mit einer Voute verziert ist. Im Turm hängen zwei Glocken, die in den Jahren 1516 und 1893 gegossen wurden.